# Chippewa County (Minnesota)
Das Chippewa County ist ein County im US-amerikanischen Bundesstaat Minnesota. Im Jahr 2020 hatte das County 12.598 Einwohner und eine Bevölkerungsdichte von 8,4 Einwohnern pro Quadratkilometer. Der Verwaltungssitz befindet sich in Montevideo, das nach der Stadt in Uruguay benannt wurde.

## Geografie
Das Chippewa County liegt im mittleren Südwesten von Minnesota und wird im Südwesten von Minnesota River begrenzt. Es ist im Westen etwa 40 km von South Dakota entfernt und hat eine Fläche von 1522 Quadratkilometern, wovon 13 Quadratkilometer Wasserfläche sind. An das Chippewa County grenzen folgende Nachbarcountys:
|               | Swift County           | Kandiyohi County |
| Lac qui Parle |                        |                  |
|               | Yellow Medicine County | Renville County  |

## Geschichte
Das Chippewa County wurde am 20. Februar 1862 aus Teilen des heute nicht mehr existenten Davis County und dem nur noch in Wisconsin existierenden Pierce County gebildet. Benannt wurde es nach dem Chippewa River, der durch das County fließt.
Acht Bauwerke und Stätten des Countys sind im National Register of Historic Places eingetragen (Stand 28. Januar 2018).

## Demografische Daten
Nach der Volkszählung im Jahr 2010 lebten im Chippewa County 12.441 Menschen in 5223 Haushalten. Die Bevölkerungsdichte betrug 8,2 Einwohner pro Quadratkilometer. In den 5223 Haushalten lebten statistisch je 2,32 Personen.
Ethnisch betrachtet setzte sich die Bevölkerung zusammen aus 95,9 Prozent Weißen, 0,6 Prozent Afroamerikanern, 1,0 Prozent amerikanischen Ureinwohnern, 0,6 Prozent Asiaten, 0,8 Prozent Polynesiern sowie aus anderen ethnischen Gruppen; 1,1 Prozent stammten von zwei oder mehr Ethnien ab. Unabhängig von der ethnischen Zugehörigkeit waren 5,3 Prozent der Bevölkerung spanischer oder lateinamerikanischer Abstammung.
23,2 Prozent der Bevölkerung waren unter 18 Jahre alt, 57,5 Prozent waren zwischen 18 und 64 und 19,3 Prozent waren 65 Jahre oder älter. 50,9 Prozent der Bevölkerung war weiblich.

Das jährliche Durchschnittseinkommen eines Haushalts lag bei 44.712 USD. Das Pro-Kopf-Einkommen betrug 24.211 USD. 10,8 Prozent der Einwohner lebten unterhalb der Armutsgrenze.

## Ortschaften im Chippewa County
Alle Ortschaften im Chippewa County haben den Gemeindestatus „City“:
| - Clara City - Granite Falls1 - Maynard | - Milan - Montevideo - Watson |

1 – teilweise im Yellow Medicine County

## Gliederung
Das Chippewa County ist neben den sechs Citys in 16 Townships eingeteilt:
| Township               | Einwohner (2010) | FIPS     |
| ---------------------- | ---------------- | -------- |
| Big Bend Township      | 240              | 27-05608 |
| Crate Township         | 211              | 27-13672 |
| Grace Township         | 95               | 27-24722 |
| Granite Falls Township | 253              | 27-25262 |
| Havelock Township      | 181              | 27-27656 |
| Kragero Township       | 125              | 27-33668 |
| Leenthrop Township     | 243              | 27-36278 |
| Lone Tree Township     | 199              | 27-37952 |

| Township             | Einwohner (2010) | FIPS     |
| -------------------- | ---------------- | -------- |
| Louriston Township   | 165              | 27-38312 |
| Mandt Township       | 152              | 27-39752 |
| Rheiderland Township | 269              | 27-53962 |
| Rosewood Township    | 348              | 27-55870 |
| Sparta Township      | 748              | 27-61582 |
| Stoneham Township    | 241              | 27-62950 |
| Tunsberg Township    | 208              | 27-65704 |
| Woods Township       | 227              | 27-71626 |